# Sofía MacKenzie
Sofía Agnes MacKenzie (22. lipnja 1972.) je argentinska hokejašica na travi. Nadimak joj je Sofi. Igra na mjestu obrambene igračice.
S argentinskom izabranom vrstom je sudjelovala na više međunarodnih natjecanja.
U karijeri je igrala za klubove Club Universitario de Rosario i Athletico Terrassa.

## Sudjelovanja na velikim natjecanjima
- Panameričke igre 1991.
- omladinsko SP 1993.
- SP 1994.
- Panameričke igre 1995.
- 1995., izlučna natjecanja za OI 1996. (4. mjesto)
- Trofej prvakinja 1995., 6. mjesto
- OI 1996. (7. mjesto)
- SP 1998. (4. mjesto)

## Vanjske poveznice
- (šp.) Argentinska hokejska federacija  Arhivirana inačica izvorne stranice od 4. listopada 2006. (Wayback Machine)
- (engl.) Sports Reference  Arhivirana inačica izvorne stranice od 7. rujna 2010. (Wayback Machine)
- (šp.) Santa Fe Deportivo  Arhivirana inačica izvorne stranice od 27. studenoga 2007. (Wayback Machine)
- (šp.) Saltahockey  Arhivirana inačica izvorne stranice od 27. srpnja 2009. (Wayback Machine) A 15 ańos de un subcampeonato historico